# Berka von Dubá

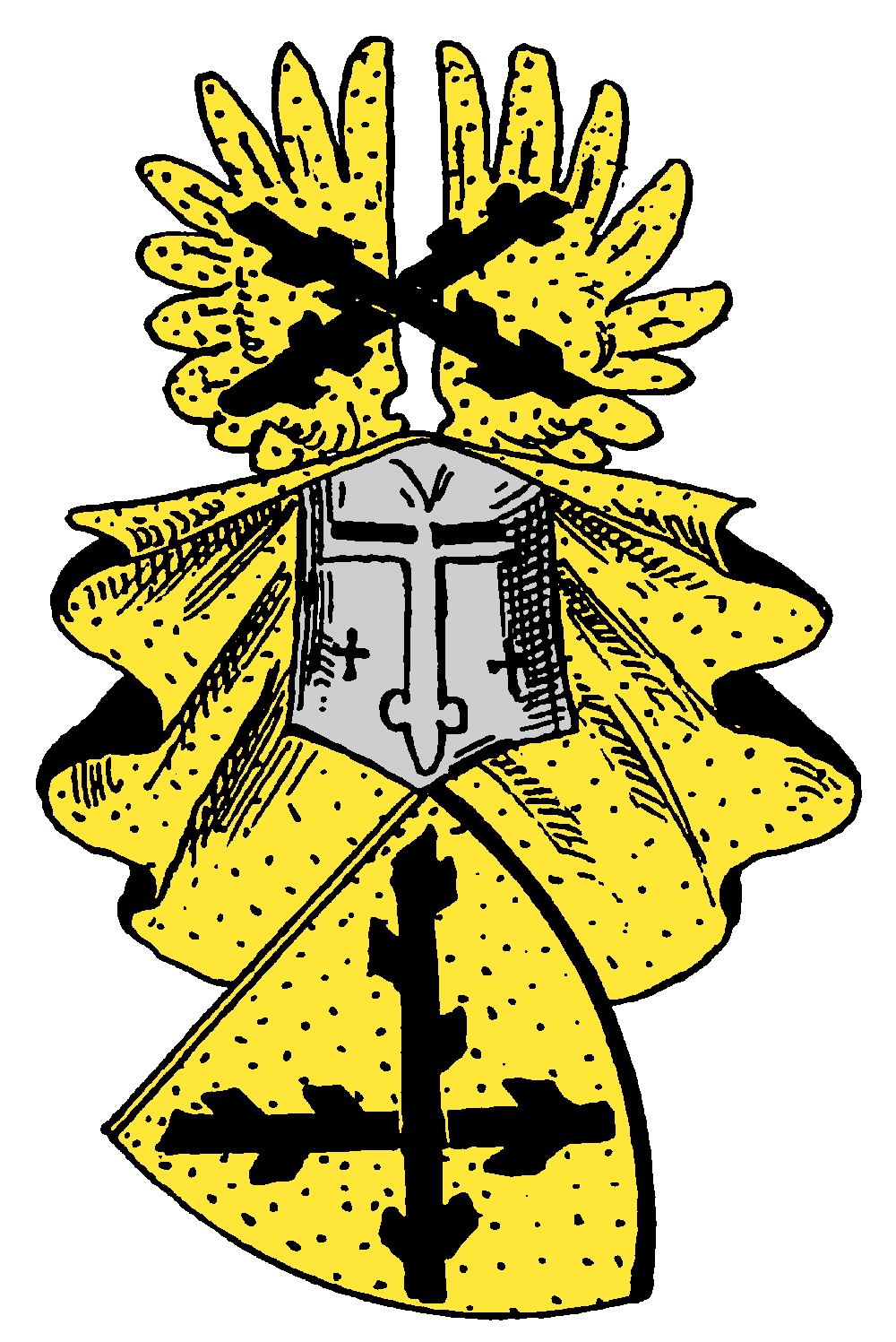
Wappen der Berka von Duba und Leipa

Das Adelsgeschlecht Berka von Dubá und Lipa (Birke von Dauba und Leipa, auch Berken von der Duba; tschechisch: Berkové z Dubé) war ein bedeutendes Uradelsgeschlecht in Böhmen und Mähren, ein Zweig der Herren von Dauba, stammesverwandt mit den Herren Krinecky von Ronow, deren Ursprung sich in den Sagen von Nordböhmen und Sachsen verliert.

## Legende der Namensentstehung
Ein Ahnherr des stammverwandten Hauses Howora war Jägermeister des Herzogs Jaromir von Böhmen. Einst kam dieser auf einer Jagd von seinem Gefolge ab und fiel in die Hände der Wrschowetze, die das Räuberhandwerk betrieben. Man band den Herzog und seinen Diener nackt an eine Eiche, um sie mit Pfeilen zu erschießen, da bat sich der Howora von dem feindlichen Anführer als Gnade aus, noch dreimal sein Leibstückchen auf dem Horn blasen zu dürfen. Allein diese Töne zeigten dem zerstreuten Gefolge nicht bloß den Ort, wo ihr Herr weilte, sondern auch, dass er in Gefahr sei; es eilte herbei und so wurden beide vom gewissen Tode gerettet. Aus Dankbarkeit soll der Herzog seinen treuen Diener mit Belohnungen überhäuft und ihm den Beinamen „Duba“ (aus dem Slawischen: Eiche) gegeben haben, den Friedrich Berke, als er 1440 das Schloss Eiche oder Duba baute, der Verwandtschaft wegen annahm.
Das Benediktinerkloster, das Herzog Jaromir an der Stelle erbaute, wo sich diese Begebenheit zugetragen hatte, bestand noch bis zur Zeit des Königs Wenzel, als es zerstört wurde. Die Duba aber waren lange Zeit Besitzer der Herrschaft Hohnstein-Wildenstein in der Sächsischen Schweiz.

## Geschichte
Die Berka sind eine Linie der in der Geschichte Böhmens genannten Uradelsfamilie der Ronowice (tschechisch Ronovci oder Hronovici), die vor dem 14. Jahrhundert im Namensträgerstamm erloschen ist und von der ein Smil 1180 erstmals nachweisbar ist. Peter Berka war 1235 Oberster Meister der Herren des Templerordens in Böhmen. Das Geschlecht erlosch 1706 mit dem in den böhmischen Grafenstand erhobenen Franz Anton Hovora Graf Berka von Duba und Lipa, Herr von Gabel, dem späteren Deutsch-Gabel, Reichenberg (Liberec), Rosic, Dasic, und Nemislovic, kaiserlicher Rat, Oberst-Landmarschall und Statthalter im Königreich Böhmen. 
Als Stammvater des nachweisbaren Geschlechts der Berka von Dubá gilt ein Hynek (1249–1306), der Anfang des 14. Jahrhunderts in der Liste der Burggrafen von Prag erwähnt wurde.

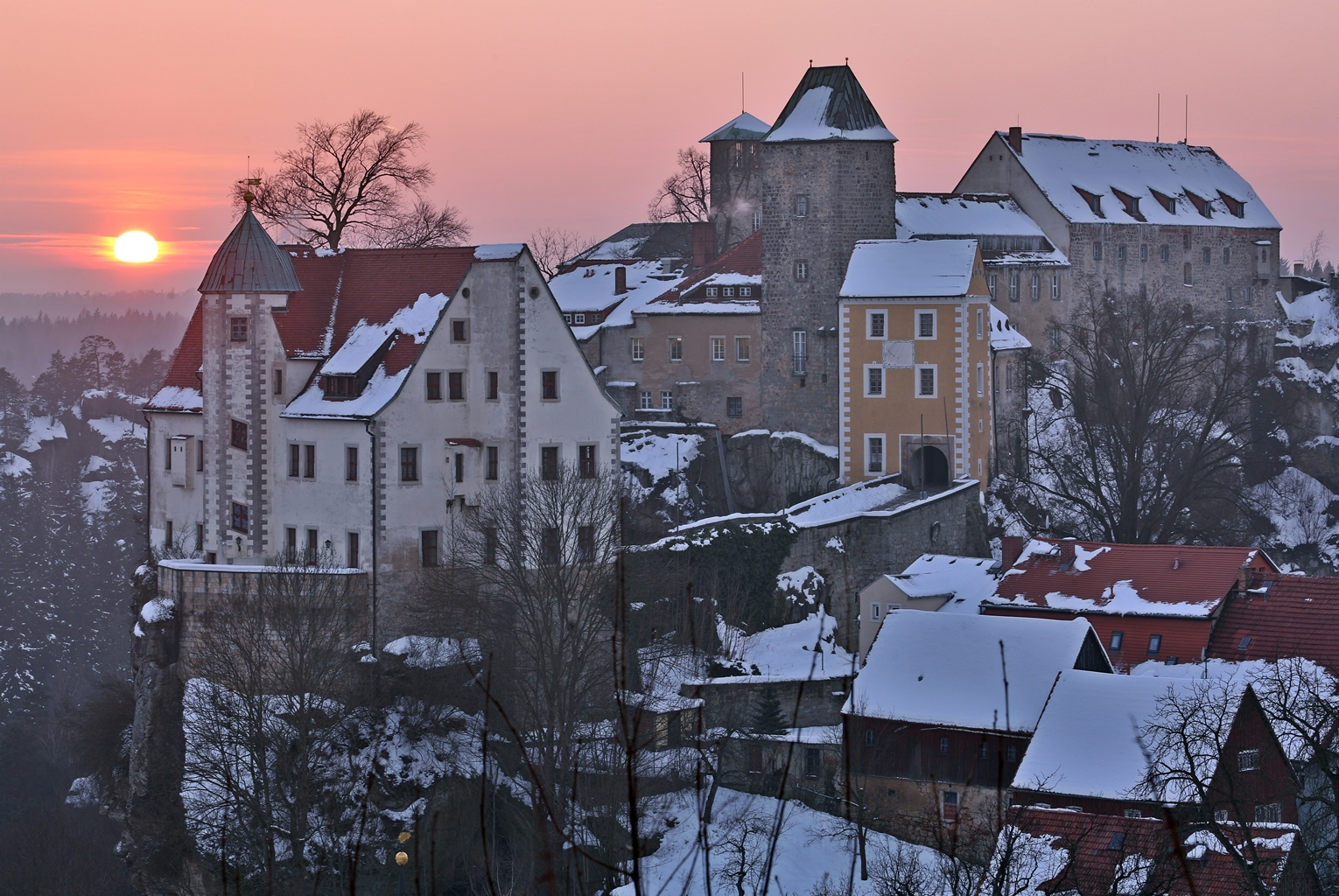
Burg Hohnstein (Sächsische Schweiz)

Die Berka besaßen 1353 Hohnstein und erwarben später in Nordböhmen und der damals noch zu Böhmen gehörenden heutigen Sächsischen Schweiz mit der Herrschaft Hohnstein und der Herrschaft Wildenstein (Sachsen) umfangreiche Grundherrschaften. Das ursprüngliche Geschlecht verzweigte sich in die Schwarzberger (Šopkové, Červenohorští) und Adersbacher (Adršpachové) Linien. Zu deren Eigentum gehörten Hauska (Burg Houska), Weißwasser (Bělá pod Bezdězem), Bösig (Bezděz), Lämberg (Lemberk), Dauba (Dubá), Reichstadt (Zákupy), Mühlstein (Milštejn), Tollenstein (Burg Tolštejn), Kokorin (Burg Kokořín), Hühnerwasser (Kuřívody), Perstein (Starý Berštejn) und weitere Ländereien. Im 15. Jahrhundert verloren die Berka den größten Teil ihres sächsischen Besitzes, der durch die Wettiner Schritt für Schritt der Markgrafschaft Meißen zugeschlagen wurde, nachdem die Berka wiederholt als Raubritter aktiv geworden waren. Vor allem die Felsenburgen der Sächsischen Schweiz wie Wildenstein oder Neurathen gingen den Berka bis 1451 verlustig. Die Burgen wurden belagert und zerstört.
Nach der Schlacht am Weißen Berg wurde ein Teil des Vermögens konfisziert. Der größte Teil des Geschlechts blieb jedoch dem Kaiser während der Rekatholisierung treu ergeben. Einer der Zweige wurde 1637 in den Stand der Reichsgrafen erhoben. Diese böhmische Linie erlosch 1706 mit dem Ableben des kaiserlichen Rats, Oberst-Landmarschalls und Statthalters in Königreich Böhmen Franz Anton Hovora Grafen Berka von Duba und Lipa. Nachkommenslinien der Berka erloschen im 19. Jahrhundert auch in Schweden und in Sachsen.

## Wappen

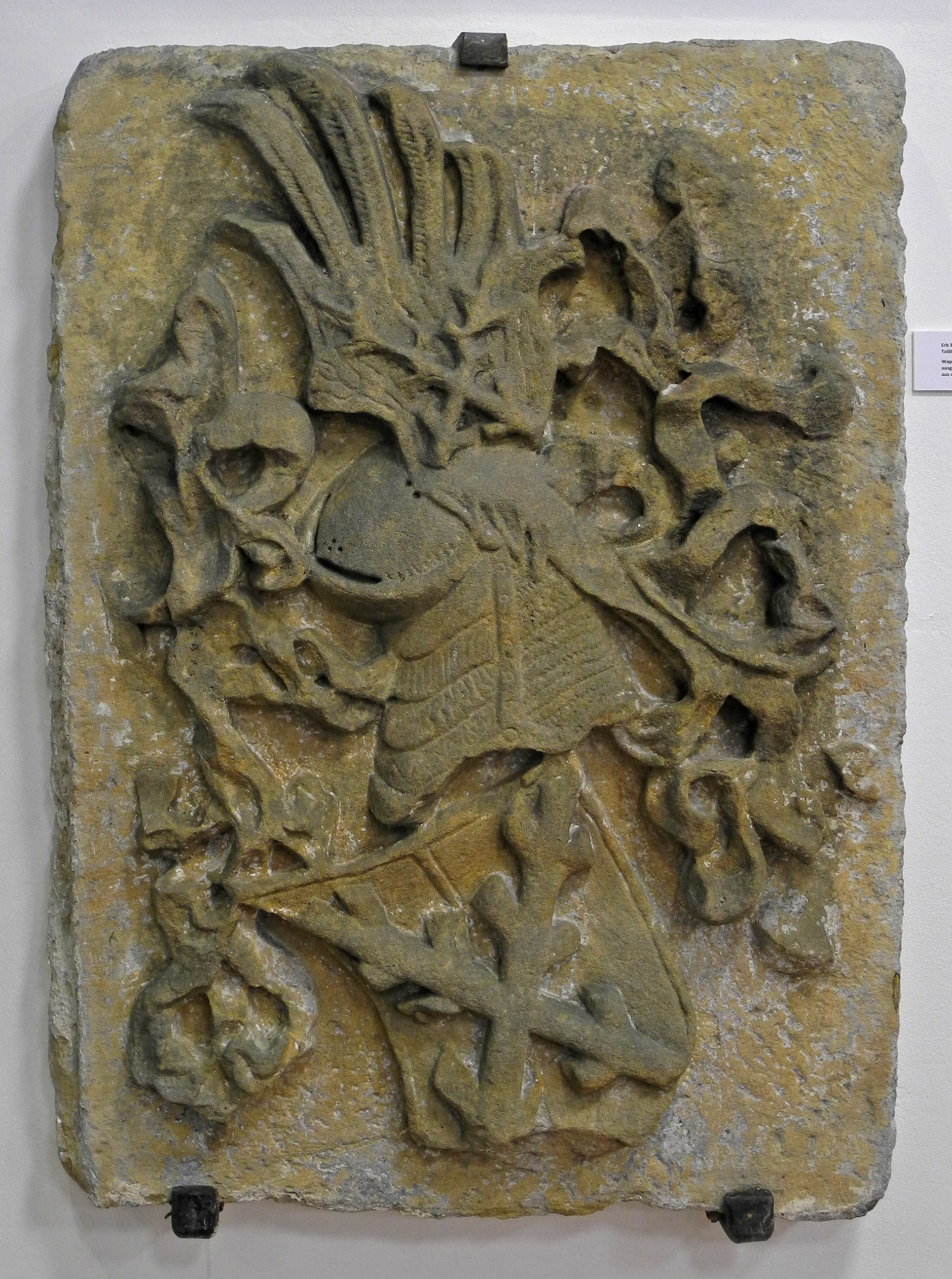
Wappenstein der Berka von der Dubá von der Burg Tollenstein

Das Wappen der Birken (Berka) von der Dub(a): zwei kreuzweise übereinandergelegte, dürre abgehauene, geästete Baumäste hat sich auf einem Siegel des Hinko Berka von der Duba erhalten, das dieser 1279 an eine Urkunde heftete. und wurde damit überliefert.

## Persönlichkeiten
- Hynek, Burggraf von Prag, dem Hradschin (tschechisch Hradčany)
- Hynek Hlawatsch, Landvogt der Oberlausitz in Bautzen (1413–1420)
- Heinrich III. Berka von Dubá, Bischof von Olmütz
- Hinko, Herr auf Burg Hohnstein
- Heinrich, Herr auf Burg Wildenstein, ab 1410
- Zbynko Berka von Duba und Leipa, Erzbischof von Prag
- Franz Anton Graf Berka von Dubá († 1706) errichtete ab Ende des 16. Jahrhunderts in Jablonné v Podještědí (Deutsch Gabel) die St.-Laurentius-Kirche an Stelle der alten Laurentiuskirche
- Bohuchval, Herr auf Weißwasser (Bělá), Hühnerwasser (Kuřívody) und Chiesch (Chyše), war 1619/20 Oberstburggraf unter Friedrich V.
- Wenzel (Václav), Herr auf Hirschberg (Doksy), Bösig (Bezděz), Widim (Vidim), Kokorin (Kokořín), Neuperstein (Nový Berštejn), war unter dem „Winterkönig“ Friedrich I. höchster Richter. Er und Bohuchval wurden nach der Schlacht am Weißen Berg in Abwesenheit zum Tode verurteilt, das Vermögen zu Gunsten des Kaisers konfisziert.
- Zdislav war unter König Ferdinand I. böhmischer Landhofmeister, danach Oberstlandrichter und auch Landvogt der Oberlausitz, letzteres 1527–1549.